# Renouée
Taxons concernés
- Dans la famille des Polygonaceae :
  - dans le genre Bistorta
  - dans le genre Fagopyrum
  - dans le genre Fallopia
  - dans le genre Koenigia
  - dans le genre Persicaria
  - dans le genre Polygonum
  - dans le genre Reynoutriamodifier

« Renouée » est un nom vernaculaire ambigu, car les Renouées appartiennent à plusieurs genres de plantes herbacées de la famille des Polygonacées, poussant à l'état sauvage. Ainsi la Renouée des oiseaux (genre Polygonum) et la Renouée persicaire (genre Persicaria) sont deux « mauvaises herbes » très courantes. Très répandue également (plante invasive), la Renouée du Japon (genre Reynoutria).

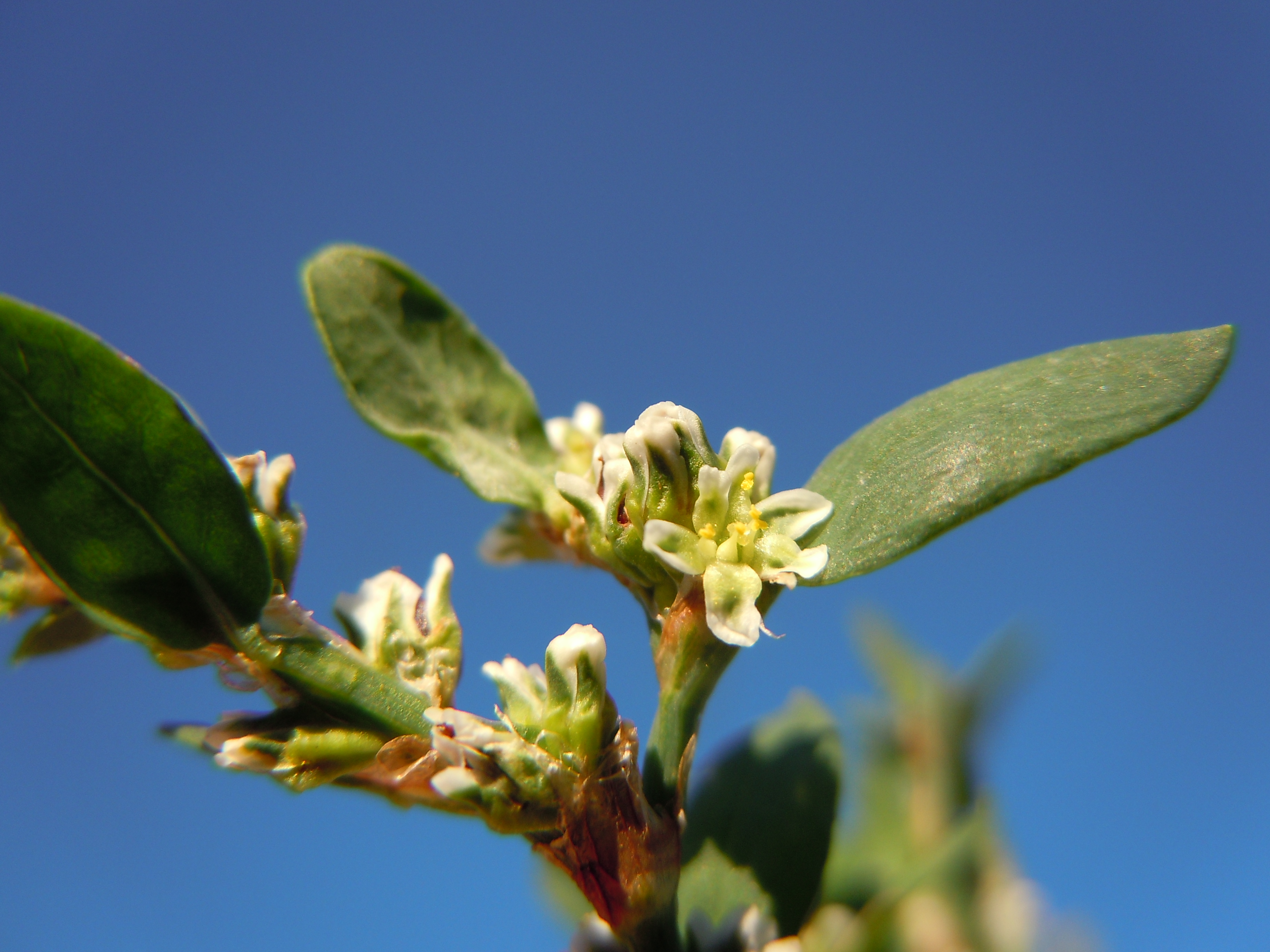
L'inflorescence n'est pas portée par un pédoncule et protégée par des bractées mais par un pédicelle et des bractéoles soudées en un tube membranaire, organe parfois nommé ochréole.

## Étymologie
L'étymologie grecque du genre Polygonum nous éclaire sur sa morphologie : "Poly" (plusieurs) et "gonu" (genoux, d'où "gônia", angle) désigne les nombreuses articulations qui figurent sur les plantes de ce genre (et celles de la famille des Polygonacées), notamment sur les tiges au niveau des nœuds renflés et sur les akènes trigones. Le nom vernaculaire Renouée évoque également ces tiges présentant des « nœuds » renflés.

## Liste des plantes appelées «Renouée»
D'après la Base de données des plantes vasculaires du Canada :
- Grande renouée (Polygonum majus)
- Petite renouée (Persicaria minor)
- Renouée âcre (Persicaria hydropiper)[4]
- Renouée à épis nombreux (Koenigia polystachya)
- Renouée à feuilles d'arum (Persicaria arifolia)
- Renouée à feuilles de patience (Persicaria lapathifolia)
- Renouée à feuilles de saule (Persicaria decipiens)[4]
- Renouée à feuilles en pointe (Fallopia japonica)[4]
- Renouée à fleurs (Fallopia multiflora)[4]
- Renouée à fleurs entassées (Polygonum polygaloides subsp. confertiflorum)
- Renouée à fleurs jaunes (Polygonum ramosissimum subsp. ramosissimum)
- Renouée à fleurs jaunes (Polygonum ramosissimum)
- Renouée à fruits pointus (Polygonum oxyspermum subsp. oxyspermum)
- Renouée à fruits pointus (Polygonum oxyspermum)
- Renouée à noeuds ciliés (Fallopia cilinodis)
- Renouée à nombreux épis (Koenigia polystachya)
- Renouée à petites fleurs (Polygonum aviculare subsp. depressum)
- Renouée à petits fruits (Polygonum arenastrum)[4]
- Renouée à petits fruits (Polygonum aviculare subsp. depressum)
- Renouée à soies longues (Persicaria longiseta)
- Renouée amphibie (Persicaria amphibia)
- Renouée aquatique (Persicaria amphibia)[4]
- Renouée bistorte (Bistorta officinalis)
- Renouée boréale (Polygonum aviculare subsp. boreale)
- Renouée capitée (Persicaria capitata)[4]
- Renouée coriace (Polygonum achoreum)
- Renouée couchée (Polygonum humifusum)
- Renouée couchée (Polygonum humifusum subsp. humifusum)
- Renouée d’Alaska (Koenigia alaskana var. alaskana)
- Renouée d’Alaska (Koenigia alaskana)
- Renouée d'Aubert (Fallopia aubertii)[4]
- Renouée d'Austin (Polygonum austiniae)
- Renouée d'Engelmann (Polygonum engelmannii)
- Renouée d'Orient (Persicaria orientalis)
- Renouée de Bellardi (Polygonum bellardii)[4]
- Renouée de Bohême (Fallopia ×bohemica) (Reynoutria ×bohemica)
- Renouée de Boukhara (Fallopia baldschuanica)[4]
- Renouée de Brittinger (Persicaria lapathifolia subsp. brittingeri)[4]
- Renouée de Carey (Persicaria careyi)
- Renouée de Chine (Fallopia aubertii)[4]
- Renouée de Douglas (Polygonum douglasii)
- Renouée de Douglas sous-espèce de Douglas (Polygonum douglasii)
- Renouée de douglas variété de douglas (Polygonum douglasii)
- Renouée de Fowler (Polygonum fowleri)
- Renouée de Fowler (Polygonum fowleri subsp. fowleri)
- Renouée de Hudson (Polygonum fowleri subsp. hudsonianum)
- Renouée de Kellogg (Polygonum polygaloides subsp. kelloggii)
- Renouée de la baie d'Hudson (Polygonum fowleri subsp. hudsonianum)
- Renouée denticulée (Persicaria decipiens)[4]
- Renouée de Nuttall (Polygonum nuttallii)
- Renouée de Pennsylvanie (Persicaria pensylvanica)
- Renouée de Ray (Polygonum oxyspermum subsp. raii)
- Renouée de Robert (Polygonum oxyspermum subsp. robertii)[4]
- Renouée de Rome (Polygonum romanum subsp. gallicum)[4]
- Renouée de Sakhaline (Fallopia sachalinensis)[4]
- Renouée de Sakhaline (Reynoutria sachalinensis)
- Renouée de Tartarie (Fagopyrum tataricum)
- Renouée de Virginie (Persicaria virginiana)
- Renouée de Watson (Polygonum polygaloides subsp. confertiflorum)
- Renouée des Alpes (Koenigia alpina)[4]
- Renouée des buissons (Fallopia dumetorum)[4]
- Renouée des champs (Polygonum aviculare subsp. rurivagum)
- Renouée des graviers (Polygonum arenastrum)[4]
- Renouée des graviers (Polygonum aviculare subsp. depressum)
- Renouée des haies (Fallopia dumetorum)
- Renouée des monts Sawatch (Polygonum sawatchense subsp. sawatchense)
- Renouée des monts Sawatch (Polygonum sawatchense)
- Renouée des oiseaux (Polygonum aviculare subsp. aviculare)
- Renouée des oiseaux (Polygonum aviculare)
- Renouée des sables (Polygonum arenarium subsp. pulchellum)[4]
- Renouée des sables (Polygonum arenarium)[4]
- Renouée des sables (Polygonum arenastrum)[4]
- Renouée des teinturiers (Persicaria tinctoria)[4]
- Renouée d'Orient (Persicaria orientalis)[4]
- Renouée douce (Persicaria mitis)[4]
- Renouée dressée (Polygonum erectum)
- Renouée du Danube (Persicaria lapathifolia subsp. brittingeri)[4]
- Renouée du Japon (Fallopia japonica)[4]
- Renouée du Japon (Reynoutria japonica)
- Renouée du Japon (Reynoutria japonica var. japonica)
- Renouée du Népal (Persicaria nepalensis)
- Renouée du Nord-Ouest (Polygonum humifusum subsp. caurianum)
- Renouée du Turkestan (Fallopia baldschuanica)[4]
- Renouée effilée (Polygonum romanum subsp. gallicum)[4]
- Renouée élégante (Polygonum arenarium subsp. pulchellum)[4]
- Renouée émergée (Persicaria amphibia var. emersa)
- Renouée en balai (Polygonum scoparium)[4]
- Renouée érigée (Polygonum erectum)[4]
- Renouée fausse-bistorte (Bistorta bistortoides)
- Renouée fausse-spergulaire (Polygonum spergulariiforme)
- Renouée faux-bistorta (Bistorta bistortoides)
- Renouée faux-buis (Polygonum aviculare subsp. buxiforme)
- Renouée faux-liseron (Fallopia convolvulus)
- Renouée faux-poivre-d'eau (Persicaria hydropiperoides)
- Renouée faux-poivre-d'eau variété faux-poivre-d'eau (Persicaria hydropiperoides)
- Renouée faux-polygale (Polygonum polygaloides subsp. polygaloides)
- Renouée faux-polygale (Polygonum polygaloides)
- Renouée fluette (Persicaria minor)
- Renouée filiforme (Persicaria filiformis)[4]
- Renouée géante (Fallopia sachalinensis)[4]
- Renouée gonflée (Persicaria lapathifolia)[4]
- Renouée grimpante (Fallopia scandens)
- Renouée hybride (Fallopia x bohemica)[4]
- Renouée maritime (Polygonum maritimum)[4]
- Renouée liseron (Fallopia convolvulus)
- Renouée minuscule (Polygonum minimum)
- Renouée négligée (Polygonum aviculare subsp. neglectum)
- Renouée noueuse (Persicaria lapathifolia)[4]
- Renouée odorante (Persicaria odorata)[4]
- Renouée orientale (Persicaria orientalis)
- Renouée oubliée (Polygonum sawatchense subsp. oblivium)
- Renouée paronyque (Polygonum paronychia)
- Renouée perfoliée (Persicaria perfoliata)
- Renouée persicaire (Persicaria maculosa)
- Renouée plumeuse (Bistorta plumosa)
- Renouée poivre-d'eau (Persicaria hydropiper)
- Renouée ponctuée (Persicaria punctata)
- Renouée prolifique (Polygonum ramosissimum subsp. prolificum)
- Renouée robuste (Persicaria robustior)
- Renouée rudérale (Polygonum rurivagum)[4]
- Renouée sagittée (Persicaria sagittata)
- Renouée sarrasin (Fagopyrum esculentum)
- Renouée scabre (Persicaria lapathifolia)
- Renouée stipulée (Persicaria amphibia var. stipulacea)
- Renouée ténue (Polygonum tenue)
- Renouée tomenteuse (Persicaria tomentosa)[4]
- Renouée vivipare (Bistorta vivipara)

## Autres
D'après la Base de données des plantes vasculaires du Canada :
- Chamésyce à feuilles de renouée (Euphorbia polygonifolia)
- Cuscute des renouées (Cuscuta polygonorum)
- Euphorbe à feuilles de renouée (Euphorbia polygonifolia)

## Prédateurs

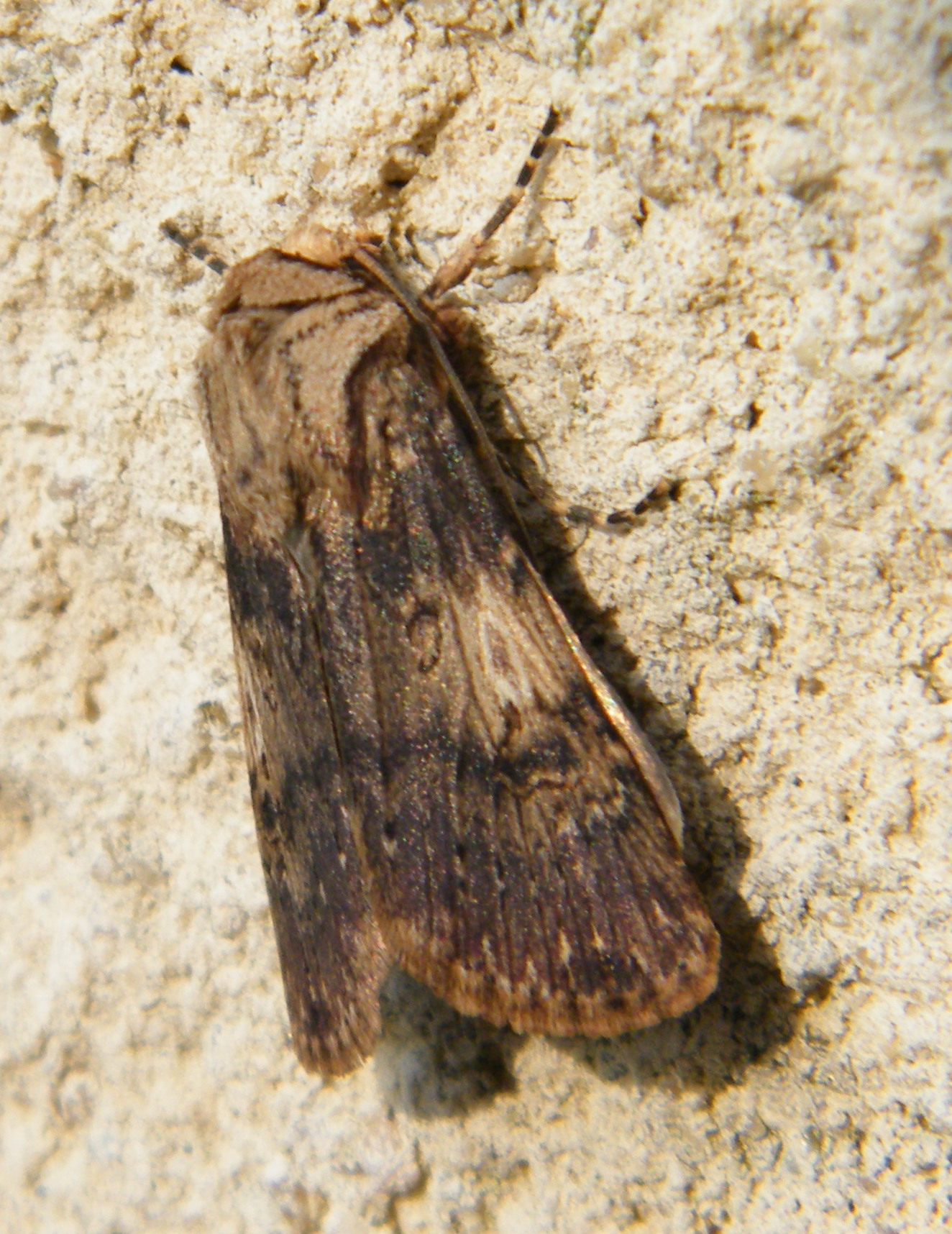
Agrotide des Renouées.

Les chenilles de papillons de nuit (hétérocères) suivants se nourrissent de renouées :
- l'acidalie blanchâtre, Idaea subsericeata (Geometridae),
- l'agrotide des renouées, Agrotis puta (Noctuidae)[5],
- la phalène anguleuse, Timandra comae (Geometridae),
- la ratissée, Habrosyne pyritoides (Drepanidae),
- la timandre aimée, Calothysanis amata (Geometridae)